# Paavo Puurunen
Paavo Sakari Puurunen (Kajaani, 28 agosto 1973) è un ex sciatore nordico finlandese attivo sia nello sci di fondo sia nel biathlon, specialità nella quale colse i maggiori successi.

## Biografia

### Carriera nel biathlon
In Coppa del Mondo ottenne il primo risultato di rilievo l'8 dicembre 1994 a Bad Gastein (54°) e l'unico podio il 14 gennaio 1999 a Ruhpolding (3°).
In carriera prese parte a quattro edizioni dei Giochi olimpici invernali, Nagano 1998 (9° nella sprint, 23° nell'individuale, 8° nella staffetta), Salt Lake City 2002 (16° nella sprint, 28° nell'inseguimento, 15° nell'individuale, 12° nella staffetta), Torino 2006 (45° nella sprint, 22° nell'inseguimento, 4° nella partenza in linea, 12° nell'individuale) e Vancouver 2010 (73° nella sprint, 53° nell'individuale), e a dodici dei Campionati mondiali, vincendo due medaglie.

### Carriera nello sci di fondo
Puurunen partecipò saltuariamente ad alcune gare di sci di fondo: gare FIS, Campionati finlandesi e una tappa di Coppa del Mondo, a Kuusamo il 27 novembre 2004 (69°).

## Palmarès

### Biathlon

#### Mondiali
- 2 medaglie:
  - 1 oro (individuale[2] a Pokljuka 2001)
  - 1 bronzo (inseguimento[2] a Chanty-Mansijsk 2003)

#### Coppa del Mondo
- Miglior piazzamento in classifica generale: 19º nel 2000
- 1 podio (a squadre[1]), oltre a quelli ottenuti in sede iridata e validi anche ai fini della Coppa del Mondo:
  - 1 terzo posto